# Neotoma palatina
Neotoma palatina is een zoogdier uit de familie van de Cricetidae. De wetenschappelijke naam van de soort werd voor het eerst geldig gepubliceerd door Goldman in 1905.